# Ecorregião

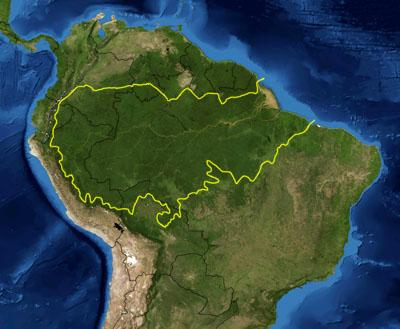
Mapa de localização das ecorregiões da Floresta Amazônica. A linha amarela inclui as ecorregiões segundo o WWF.

Uma ecorregião ou região ecológica é uma área definida ecológica e geograficamente, menor que uma ecozona mas maior que um ecossistema. Ecorregiões geralmente cobrem áreas relativamente grandes de água ou terra e contém comunidades e espécies características dessa área delimitada geograficamente. A biodiversidade de fauna, flora e ecossistemas que caracteriza uma ecorregião tende a ser diferente da de outras ecorregiões. Em teoria, dentro de uma ecorregião a probabilidade de encontrar determinadas espécies e/ou comunidades tende a ser a mesma em um determinado ponto, com uma variação aceitável desses parâmetros em outros pontos da área.

## Definição e Categorização

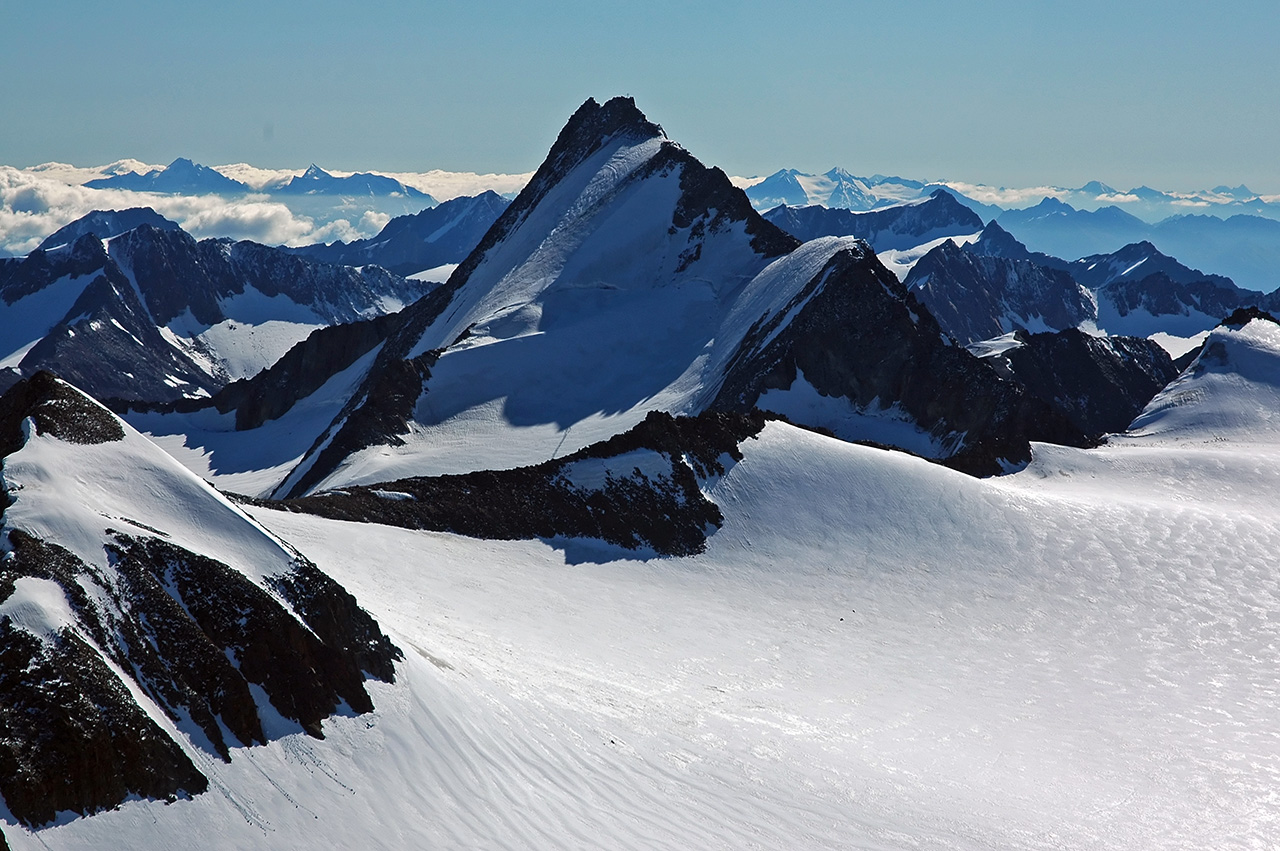
The Ötztal Alps, uma cordilheira nos Alpes são parte dos Alpes Orientais Centrais e ambos são denominados ecorregiões.

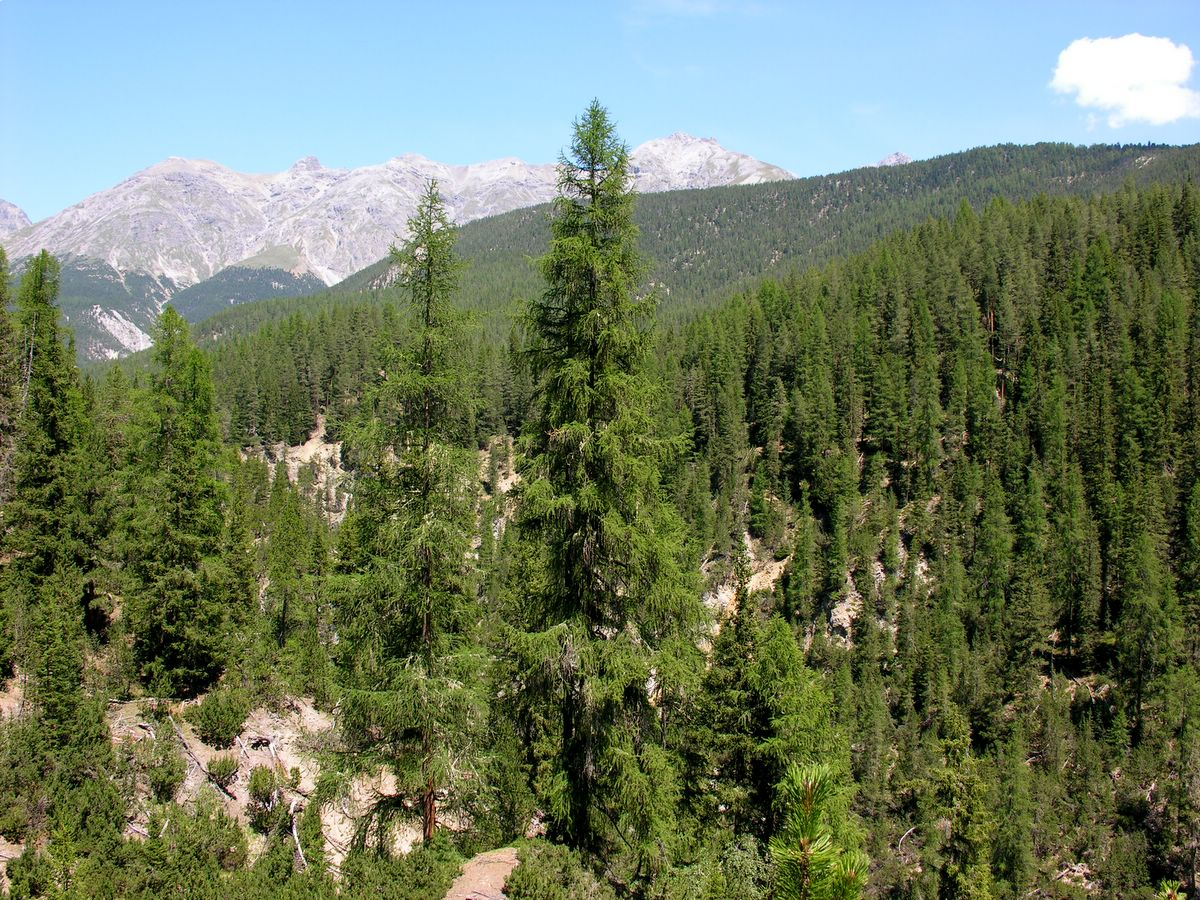
Floresta de coníferas nos Alpes suíços.

Uma ecorregião é um padrão de ecossistemas associados com determinado solo e acidente geográfico que caracteriza tal região. Ormenik (2004) define ecorregião como áreas em que há coincidências espaciais entre características dos fenômenos geográficos associadas com diferenças na qualidade e integridade de ecossistemas. Como características dos fenômenos geográfico entende-se por geologia, fisiografia, vegetação, clima, hidrologia, fauna terrestre e aquática, e solo, que pode incluir ou não o impacto causado por atividades humanas (por exemplo, uso da terra e mudanças na vegetação). Há significante, mas não absoluta, correlação espacial entre essas características, tornando a designação de ecorregiões uma "ciência não exata". Outra complicação é que as condições ambientais nos limites de uma ecorregião podem mudar gradativamente; por exemplo: a transição entre pradaria e floresta no meio-oreste dos Estados Unidos é difícil de ser limitada com exatidão. Tais zonas de transição são chamadas ecótonos.
A intenção em definir determinada ecorregião pode afetar o método utilizado para tal ação. Por exemplo, as ecorregiões propostas pelo WWF foram desenvolvidas para auxiliar no planejamento de conservação da biodiversidade, e  coloca uma ênfase maior nas diferenças entre fauna e flora do que os sistemas de Ormenik ou Bailey. A classificação do WWF define ecorregião como:
Uma grande área de terra ou água que contém geograficamente um conjunto de comunidades naturais que:
(a) Compartilham a maioria de suas espécies e dinâmicas ecológicas;
(b) Compartilham as mesmas condições ambientais, e;
(c) Interagem ecologicamente de modos que são críticos para a sua persistência a longo prazo.
De acordo com o WWF, os limites de uma ecorregião se aproxima da real extensão das comunidades naturais antes de qualquer mudança ou destruição recentes. O WWF identificou 867 ecorregiões terrestres e 450 ecorregiões de água doce no planeta.

## Importância
O uso do termo ecorregião é uma consequência no interesse pelos ecossistemas e seu funcionamento. Em particular, há existe a consciência de problemas relacionados à escala espacial no estudo da Ecologia de paisagem. É amplamente reconhecido que ecossistemas interligados se combinam para formar uma "grande soma de suas partes". Há muitas tentativas de lidar com ecossistemas em um modo integrado de paisagens, e vários grupos de pesquisa usam ecorregião como uma unidade de análise.
O Global 200 é a lista de ecorregiões identificadas pelo WWF como prioritárias para conservação.